# Coonamble Shire
Coonamble Shire är en kommun i Australien. Den ligger i delstaten New South Wales, i den sydöstra delen av landet, omkring 430 kilometer nordväst om delstatshuvudstaden Sydney. Antalet invånare var 3 918 vid folkräkningen 2016.
Följande samhällen finns i Coonamble:
- Coonamble
- Gular
- Quambone
- Gilgooma